# Царевич Проша
«Царевич Проша» (рос. «Царевич Проша») — художній фільм-казка виробництва СРСР 1974 року, поставлений на Ленінградській ордена Леніна кіностудії «Ленфільм» режисером Надією Кошеверовою.

## Сюжет
Жив-був цар. У царя був син — дуже чесний царевич Проша (Сергій Мартинов). За те, що син відмовився розповідати свій сон, цар віддав його диким звірам. Врятував Прошу сусідній король, у якого була дочка — прекрасна Принцеса (Тетяна Шестакова). Злісний герцог Дердідас (Євген Тілічеев) вкрав Принцесу, і відправився царевич на її пошуки. По дорозі зустрівся йому шахрай Лутоня (Валерій Золотухін). 

## У ролях
- Сергій Мартинов — царевич Проша
- Валерій Золотухін — шахрай Лутоня
- Тетяна Шестакова — принцеса
- Євген Тілічеев — Злісний герцог Дердідас
- Валерій Носик — Ох
- Олександр Бениаминов — чарівник Мопс
- Тетяна Пельтцер — Берта
- Сергій Філіппов — отаман розбійників
- Анатолій Абрамов — старший розбійник
- Георгій Віцин — король Каторз Дев'ятий

## В епізодах
- Костянтин Адашевський — водяний кат
- Глікерія Богданова-Чеснокова — базарна торговка
- Людмила Волинська  — нянька Принцеси
- Світлана Карпінська — базарна торговка
- Всеволод Кузнецов  — Єрмолай, вдови цар
- С. Кисельов — епізод
- Анатолій Королькевич — кат
- Наталія Крачковська — Лушенька, придворна дама
- Лев Лемке  — найманий вбивця
- Борис Лескін  — стражник
- Оскар Лінд  — епізод  підручний водяного ката
- Віктор Перевалов  — підручний водяного ката
- Ганна Сергєєва  — «Ах» дружина «Оха»
- Олександр Соколов  — Головний радник
- Павло Суханов — Головний командувач
- Віра Титова — базарна торговка
- Кирило чорноземів  — епізод
- Лідія Штикан — епізод
- Євген Герчаков — епізод

## Знімальна група
- Сценарій — Михайла Вольпін
- Постановка — Надії Кошеверової
- Головні оператори — Володимир Васильєв, Едуард Розовський
- Головний художник — Марина Азізян
- Композитор — Мойсей Вайнберг
- Монтажер — Валентина Миронова
- Редактор — Олександр Безсмертний
- Режисер — В. Перов
- Текст пісень — Михайла Вольпін
- Звукооператор — Леонід Шумячер
- Балетмейстер — Святослав Кузнєцов
- Фехтування — К. Черноземова
- Костюми — Марини Азізян, І. Шаршіліной
- декоратор — В. Костін
- Художник-гример — В. Горюнов
- Художник-фотограф — Б. Резніков
- Оператори  — В. Амосенко, В. Іванов
- Асистенти:
режисера — А. Гіндіна, З. Сухорукова
оператора — С. Палаців, В. Коган
художника — Н. Соллогуб, Н. Якуніна
по монтажу  — Є. Шифріна
- Комбіновані зйомки:
Оператор — Д. Желубовскій
Художник — В. Соловйов
- Симфонічний оркестр Ленінградської державної філармонії
Диригент — Юрій Темірканов
- Директор картини — Тамара Самознаева